# Edmund Paulus
Ernst Edmund Paulus (* 20. November 1837 in Markneukirchen; † 10. September 1910 ebenda) war ein deutscher Politiker (Nationalliberale Partei) und Musikinstrumentenbauer und -fabrikant. Er war Mitglied des sächsischen Landtages.

## Leben und Wirken

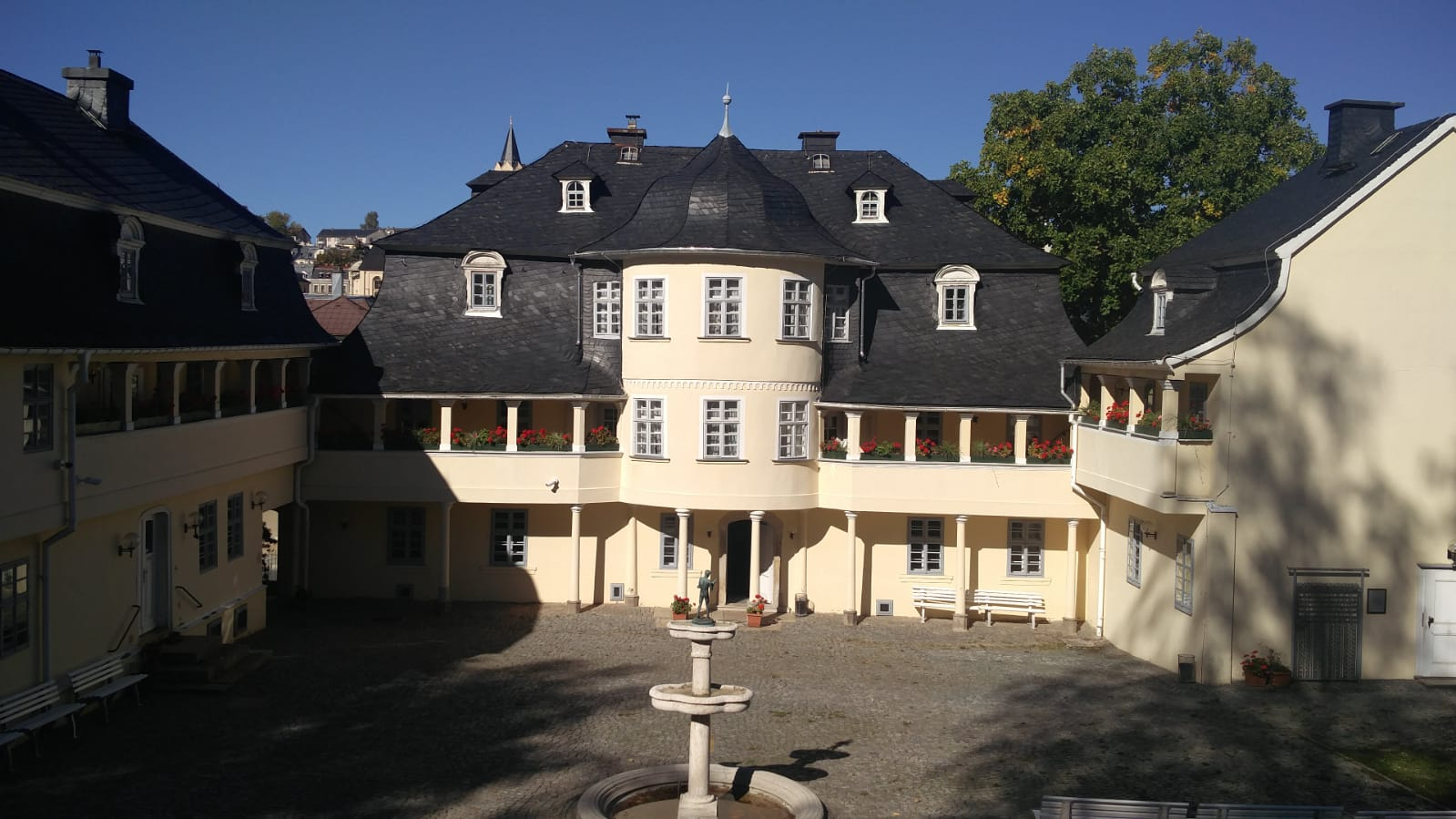
Nach Paulus benanntes Schlösschen in Markneukirchen

Paulus war Musikinstrumentenbauer und besaß die nach ihm benannte Firma in Markneukirchen, die 1911 in die Hände des Kaufmanns David Gottwalt Paulus überging.
In den drei Legislaturperioden von 1897 bis 1902 war er für den 24. städtischen Wahlbezirk als Mitglied der Nationalliberalen Partei (NLP) in der Zweiten Kammer des sächsischen Landtags vertreten. Er setzte sich 1906 dafür ein, dass der auf der Flur von Siebenbrunn belegene Bahnhof der Stadt den Namen „Markneukirchen“ und nicht „Siebenbrunn“ erhielt.